# Wapen van Vilvoorde

Het wapen van Vilvoorde (sinds 1988).

Het Wapen van Vilvoorde is het heraldisch wapen van de Belgische gemeente Vilvoorde. Het wapen werd op 15 september 1819 toegekend en op 6 mei 1839 herbevestigd en op 8 juli 1986 in licht gewijzigde vorm herbevestigd.

## Geschiedenis
Het gemeentewapen is gebaseerd op het derde oudste stadszegel van Vilvoorde dat een burcht met baniers aan weerszijden toonde. Bij de herbevestiging van het wapen in 1986 zijn de kleuren van de baniers omgedraaid om historisch correct te zijn, maar werd de suggestie om de everzwijnenkop van gemeentewapen van deelgemeente Peutie erin op te nemen afgewezen.

## Blazoenering
Het wapen heeft de volgende blazoenering:
In keel een burcht van goud, verlicht en gemetseld van sabel, bestaande uit een middengebouw met geopende poort en opgetrokken valdeur, met een schilddak waarin drie dakkapellen, tussen twee zijtorens met kegelspots en windvaan, begeleid door twee staande afgewende banieren van keel met vrijkwartier van goud.— Ministerieel Besluit van 8 juli 1986.